# Alfred von Berger

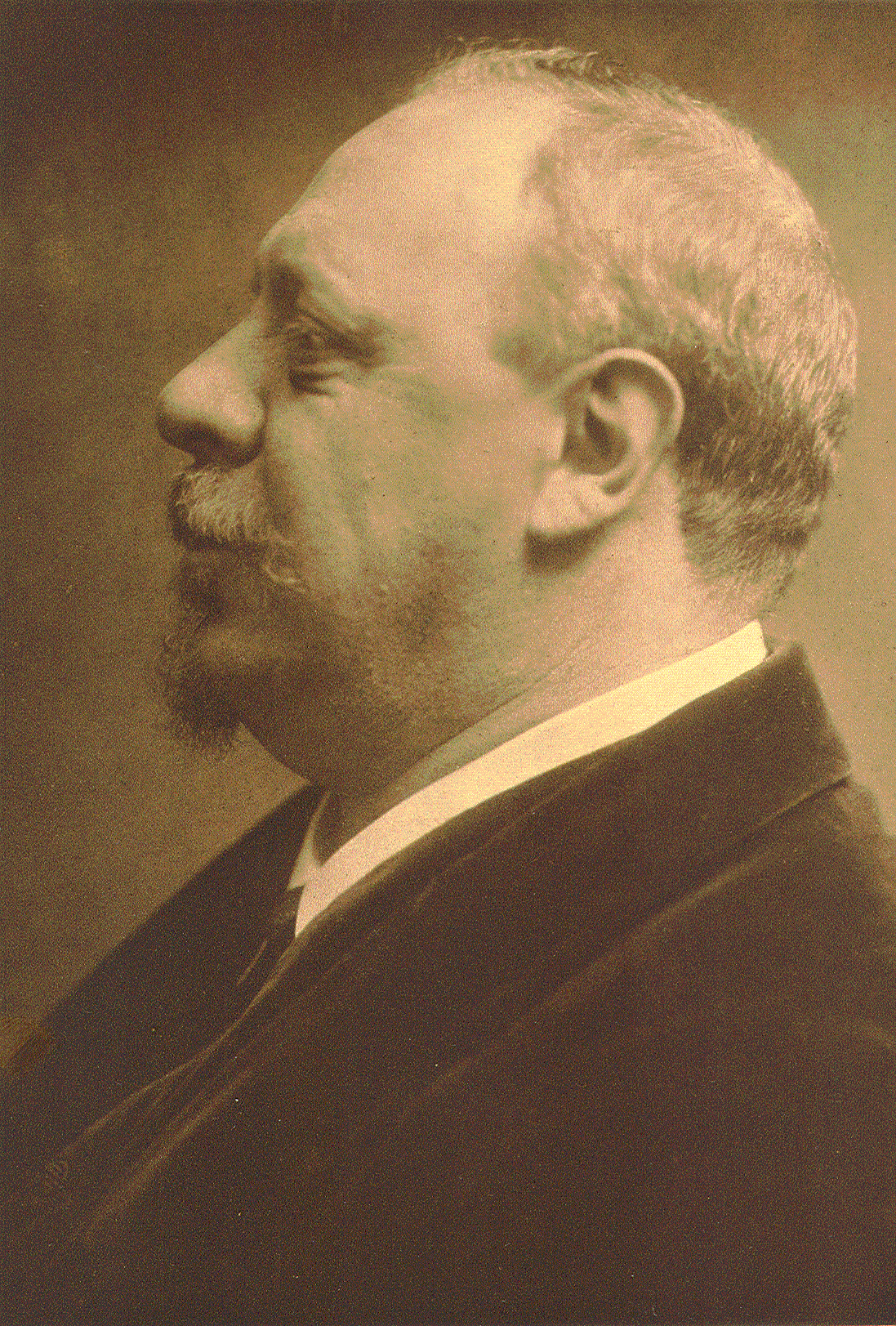
Alfred von Berger 1905

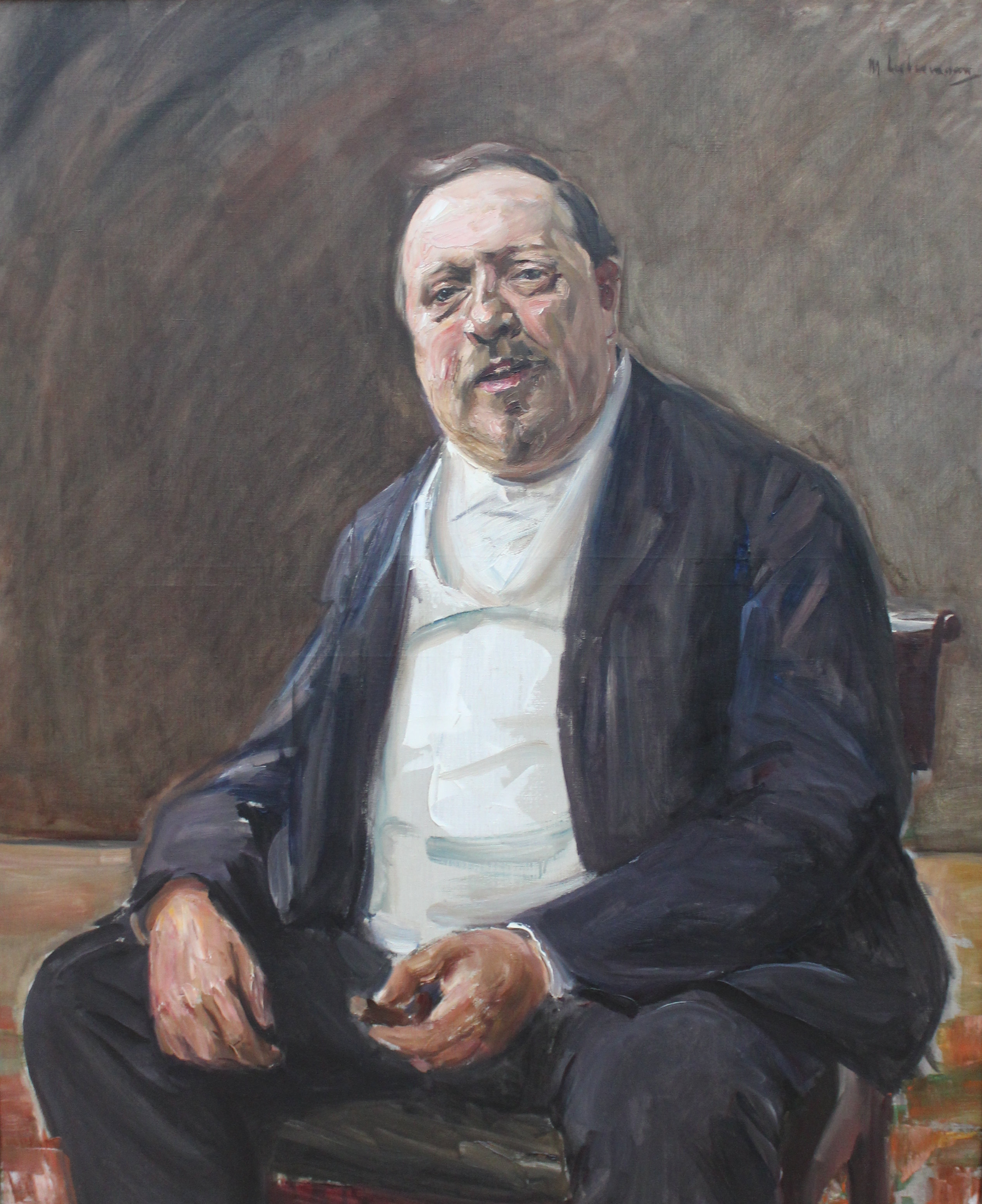
Alfred von Berger, Porträt von Max Liebermann, 1905

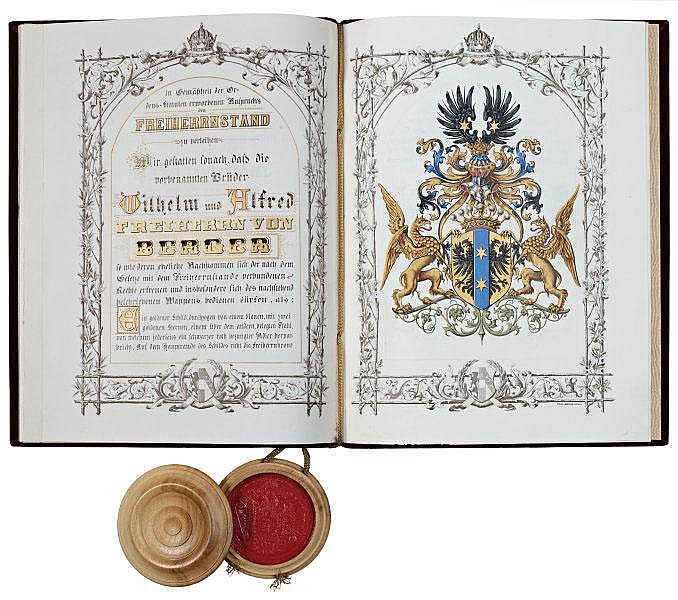
Freiherrendiplom für Wilhelm und Alfred Berger, 1878

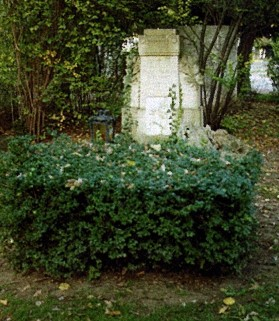
Grabstätte Alfred von Bergers auf dem Wiener Zentralfriedhof

Alfred Berger, seit 1878  Freiherr von Berger (* 30. April 1853 in Wien; † 24. August 1912 ebenda), war ein österreichischer Dramaturg, Theaterdirektor und Schriftsteller.

## Leben
Alfred Berger war der Sohn von Johann Nepomuk Berger und besuchte das Schottengymnasium in Wien, studierte dann zuerst Rechtswissenschaft und anschließend Philosophie und Literatur.
Mit Datum vom 4. Juli 1878 verlieh Kaiser Franz Joseph I. ihm gemeinsam mit seinem Bruder  Wilhelm Berger „auf Grund des von ihrem Vater Dr. Johann Berger, Wirklichen Geheimen Rats und Minister als Ritter des Ordens der Eisernen Krone 1. Classe in Gemäßheit der Ordens-Statuten erworbenen Anspruchs“ den erblichen Freiherrenstand. Da beide ausschließlich weibliche Nachkommen hatten, ist deren Familienname erloschen. 
Berger lehrte ab 1887 zunächst als Privatdozent für Philosophie und Ästhetik in Wien, seit 1896 war er Professor für Philosophie und Ästhetik an der Universität Wien.
Von 1899 bis 1909 war er erster Direktor des neu gegründeten Deutschen Schauspielhauses in Hamburg. Danach ging er zurück nach Wien, wo er ab 1910 als Nachfolger von Paul Schlenther Direktor des Wiener Burgtheaters wurde. In den zwei Jahren bis zu seinem Tod setzte Berger neben den Stücken der Weimarer Klassik unter anderem moderne zeitgenössische Werke von Henrik Ibsen, Oscar Wilde und Arthur Schnitzler auf den Spielplan.
Seine Schriften (Novellen, Gedichte) wurden 1913 in einem dreibändigen Sammelwerk von A. Bettelheim und K. Glossy herausgegeben. Seine Werke zu Theater und Literatur wurden 1992 als ausgewählte dramaturgische und literaturkritische Schriften veröffentlicht.
Alfred von Berger war seit 1889 mit der Wiener Schauspielerin Stella Hohenfels, geborene Loderbank (1857–1920) verheiratet, die während seiner Direktorenzeit am Burgtheater dort zwar nicht auftreten durfte, es jedoch trotzdem tat und allein durch ihre Anwesenheit und den Besitz einer eigenen abgesperrten Künstlergarderobe die Nachbesetzung zahlreicher Rollen blockierte. 
Bergers Grabstelle befindet sich auf dem Wiener Zentralfriedhof (Gruppe 32 A, Nummer 46).

## Schriften
- Hofrat Eysenhardt. Novelle, Wien o. J.
- Hrsg.: Wilhelm Freiherr von Berger: Im Vaterhaus. Jugenderinnerungen von Alfred Freiherr von Berger. Verlag Carl Konegen. Wien 1901.
  - Erster Teil: Im Vaterhaus 1853–1870.
  - Zweiter Teil: Mein Vater und ich 1849–1870.